# Konstantin Nieczajew
Konstantin Pietrowicz Nieczajew, ros. Константин Петрович Нечаев (ur. 24 marca 1883 r. w Łodzi w granicach Rosji, zm. 5 lutego 1946 r. w Czycie) – rosyjski, a następnie chiński wojskowy (generał), emigracyjny działacz polityczno-wojskowy.
W 1902 r. ukończył korpus kadetów w Moskwie, zaś w 1904 r. kawaleryjską szkołę wojskową w Twerze. Uczestniczył w I wojnie światowej w stopniu pułkownika. Został odznaczony Orderem Św. Jerzego 4 klasy. W sierpniu 1918 r. wstąpił ochotniczo do korpusu gen. Władimira O. Kappela, obejmując dowództwo oficerskiego szwadronu kawalerii. Od 27 sierpnia tego roku dowodził 1 Kazańskim Ochotniczym Pułkiem Kawaleryjskim Ludowej Armii Komucza. Potem stanął na czele Kazańskiego Pułku Dragonów. W marcu 1919 r. awansował do stopnia generała majora. Następnie dowodził Samodzielną Wołżańską Brygadą Kawalerii, rozwiniętą w Wołżańską Dywizję Kawalerii. Uczestniczył w Wielkim Syberyjskim Marszu Lodowym. Od marca 1920 r. był komendantem garnizonu Czyty. Następnie dowodził 1 Mandżurską Dywizją Konną, zaś od pocz. września tego roku 1 Mieszaną Manzurską Dywizją im. atamana Siemionowa w składzie Armii Dalekowschodniej. W 1921 r. awansował na generała lejtnanta. Pod koniec 1921 r. wraz z resztkami wojsk białych przeszedł granicę z Chinami. Zamieszkał w Harbinie. Pracował jako dorożkarz. Jednocześnie był członkiem Dalekowschodniego Związku Monarchistycznego i Rosyjskiego Związku Ogólnowojskowego. We wrześniu 1924 r. wstąpił do wojsk chińskiego marszałka Zhanga Zuolina. Dowodził w stopniu generała majora Samodzielnym Oddziałem Rosyjskim, rozwiniętym wkrótce w 1 Samodzielną Brygadą, złożoną z Rosjan. W 1925 r. został mianowany generałem lejtnantem chińskich wojsk. Uczestniczył w walkach Zhanga Zuolina z innymi chińskimi militarystami. Pod koniec 1925 r., podczas walk o miasto Tianjin, został ciężko ranny. Życie uratowała mu amputacja obu nóg. Osiedlił się w Dairenie. Zaangażował się w działalność polityczno-wojskową białej emigracji rosyjskiej. Został pomocnikiem gen. Dmitrija L. Chorwata, stojącego na czele tej emigracji. Następnie został przewodniczącym Rosyjskiej Komuny Narodowej. W 1933 r. wstąpił do Rosyjskiej Partii Faszystowskiej. Od 1944 r. stał na czele oddziału Głównego Biura do spraw Rosyjskich Emigrantów w Mandżurii w Dairenie. Po ataku Armii Czerwonej na Armię Kwantuńską w Chinach w sierpniu 1945 r., został aresztowany w Dairenie 1 września tego roku. 2 listopada skazano go na karę śmierci, deportowano do ZSRR i rozstrzelano w Czycie 5 lutego 1946 r. W 1992 r. w Rosji został zrehabilitowany.